# استان تاراتا
استان تاراتا (به اسپانیایی: Provincia de Tarata) یک استان در پرو است که در منطقه تاکنا واقع شده‌است. استان تاراتا ۲٬۸۱۹٫۹۶ کیلومتر مربع مساحت و ۶٬۶۳۰ نفر جمعیت دارد.